# Piquimachay
Piquimachay (Piki machay: cueva de las pulgas en quechua sureño) es una cueva ubicada a unos 19 km al norte del centro de la ciudad de Ayacucho, unos 450 km al sureste de Lima, capital del Perú. Se halla situada en la margen derecha del río Pongora, en el distrito de Pacaycasa de la provincia de Huamanga del departamento de Ayacucho. Tiene una longitud aproximada de 60 metros.
Esta cueva, al igual que la de Jayhuamachay, fue estudiada por el arqueólogo estadounidense Richard MacNeish. En el estrato más profundo, que denominó Pacaicasa (20 000 a 13 000 a. C.), encontró artefactos líticos de presunta fabricación humana, junto con restos óseos de animales ya extinguidos, cuya antigüedad calculó en 20 000 a. C., considerándolas como las evidencias más antiguas de la presencia humana en el antiguo Perú, del período lítico. Sin embargo, otros arqueólogos consideraron que no constituyen indicios suficientes para afirmar la existencia del hombre de Pacaicasa. Es a partir del segundo nivel, Ayacucho donde se hallan algunas evidencias más confiables de la presencia del hombre a fines del Pleistoceno. La corrección radiocarbónica del fechado procedente del complejo Ayacucho permitió datarlo entre 15 781 y 14 886 años antes de Cristo. Los estratos superiores de la cueva pertenecen al período arcaico.

## Estudios
A fines de la década de 1960 el arqueólogo estadounidense Richard MacNeish de la Universidad de Calgary montó un Proyecto Arqueológico-Botánico en zonas del departamento de Ayacucho, que dio como resultado el descubrimiento de más de 500 yacimientos de todas las épocas. Sus principales trabajos se centraron en dos cuevas: Piquimachay y Jayhuamachay.

## Cronología
En total, MacNeish distinguió cuatro niveles o estratos superpuestos en el interior de la cueva de Piquimachay:
- Pacaicasa (20 000 -13 000 a. C.) Cazadores recolectores / Lítico
- Ayacucho (13 000 - 11 000 a. C. corregido a entre 15 781 y 14 886 a. C.[1]) Cazadores recolectores / Lítico
- Huanta (11 000 - 9000 a. C.) Cazadores recolectores / Lítico
- Puente y Jaywa (8000 - 6000 a. C.) Cazadores recolectores / Lítico
- Piki (6000 - 4000 a. C.) Arcaico
- Chihua y Cachi (4000 - 2000 a. C.) Arcaico.

## Piquimachay I (Lítico)
Según la teoría de MacNeish, hacia el 20 000 a. C., la cueva sirvió como habitación o refugio temporal de cazadores y recolectores primitivos. Estos cazaban animales salvajes y recolectaban frutos y raíces silvestres. La zona habría sido uno de los pocos lugares del antiguo mundo andino donde el hombre fue cazador de grandes animales.
Las pruebas de la presencia humana en esos remotos tiempos serían un conjunto de artefactos o herramientas de piedra, asociados con restos óseos de animales ya extinguidos y coprolitos (excrementos fosilizados).
En el nivel o complejo Pacaicasa se hallaron 71 artefactos líticos, más unos 100 núcleos y lascas, mezclados con 96 restos óseos de animales extinguidos, cuatro de los cuales fueron al parecer utilizados como herramientas. Exceptuando una herramienta lítica hecha de basalto, las restantes están hechas de toba volcánica, material procedente de la misma cueva. Ese instrumental lítico, muy tosco, habría servido para chancar, descarnar, entre otras funciones desconocidas.
En el nivel o complejo Ayacucho se encontraron diversas herramientas (chancadores, descarnadores y puntas unifaciales) elaboradas con distintos tipos de piedra (basalto, calcedonia, pedernal y cuarcita). También se encontraron puntas triangulares de hueso, descarnadores hechos de costillas de animales, etc. Se encontró además un húmero de perezoso gigante (fechado en el 12 200 ± 180 a. C.), restos de caballos, venados, camélidos y posiblemente mastodontes y tigres dientes de sable. Se destaca además el hallazgo de la mandíbula de un niño con los dientes incluidos, un radio, falanges y costillas, que serían los más antiguos restos humanos del Perú.
Sin embargo, arqueólogos como Augusto Cardich y Duccio Bonavia cuestionaron la existencia de la fase cultural Pacaicasa, al considerar que los instrumentos líticos ubicados en ella no serían de origen humano sino simples rocas fracturadas de la misma cueva, producidas de manera natural. También serían del mismo origen los artefactos líticos del Complejo Ayacucho, aunque exceptuando unos cuantos instrumentos que son de indudable factura humana, entre ellos cuatro artefactos unifaciales, que MacNeish identificó como posibles puntas y cuchillos. La tercera ocupación cultural llamada Complejo Huanta presentaría los mismos problemas ya que casi todos los supuestos artefactos serían piedras naturales, exceptuando una punta lítica bifacial. 
Actualmente, se considera como más probable que la presencia humana en esa zona de Ayacucho se remonta al 13 000 y 12 000 a. C., es decir, a fines del Pleistoceno.

## Piquimachay II (Arcaico)
Los capas atribuidas a los Complejos Ayacucho y Huanta fueron cubiertos por toneladas de roca que cayeron del techo de la cueva, suceso que MacNeish fecha entre 9000 y 7000 a. C. Sobre el desplome se dieron nuevas ocupaciones, muy esporádicas, que MacNeish asigna a los complejos Jayhua y Chihua, que son ya del Holoceno. Un nuevo desplome ocurrió posteriormente y luego se produjeron nuevas ocupaciones de culturas que ya tenían cerámica.
Estos niveles corresponden al Periodo Arcaico, de 5000 a 2000 a. C. El hombre de entonces fue criador de cuyes, como lo evidencian los coprolitos (excrementos fósiles), huesos y restos de corralillos con fogones que se encontraron. Fue también horticultor que cultivaba la quinua y la calabaza.